# Silje Waade
Silje Katrine Waade (* 20. März 1994 in Stjørdal, Norwegen) ist eine norwegische Handballspielerin, die für den norwegischen Erstligisten Byåsen IL aufläuft.

## Karriere

### Im Verein
Waade spielte anfangs bei IL Stjørdals-Blink. Anschließend wechselte die Rückraumspielerin zu Byåsen IL. In der Spielzeit 2010/11 lief die Linkshänderin sowohl für Byåsen in der höchsten norwegischen Spielklasse als auch für Utleira IL in der zweithöchsten norwegischen Spielklasse auf. In ihrer Zeit bei Byåsen erlitt sie zwei Kreuzbandverletzungen. Ab dem Sommer 2018 stand sie beim Erstligisten Vipers Kristiansand unter Vertrag. In der Saison 2018/19 gewann Waade mit den Vipers das nationale Double. In derselben Saison stand sie mit den Vipers im Final Four der EHF Champions League, bei dem sie den dritten Platz belegte. Eine Spielzeit später gewannen die Vipers die Vorrunde der norwegischen Meisterschaft sowie den norwegischen Pokal. Aufgrund der COVID-19-Pandemie wurden im März 2020 die Play-offs der norwegischen Liga abgesetzt. Im Februar 2021 verletzte sie sich erneut am Kreuzband. In den Spielzeiten 2020/21, 2021/22 und 2022/23 gewannen die Vipers die EHF Champions League sowie in den Spielzeiten 2020/21, 2021/22, 2022/23 und 2023/24 die norwegische Meisterschaft. Nachdem Waade ab dem Insolvenzantrag der Vipers im Januar 2025 vereinslos war, schloss sie sich im Folgemonat Byåsen IL an.

### In der Nationalmannschaft
Waade bestritt 27 Länderspiele für die norwegische Jugendauswahl, in denen sie 88 Tore warf. Mit dieser Mannschaft gewann sie bei der U-18-Weltmeisterschaft 2012 die Bronzemedaille. Im Turnierverlauf erzielte sie sieben Treffer. Anschließend lief sie 19-mal für die norwegische Juniorinnenauswahl auf. Bei der U-19-Europameisterschaft 2013 belegte sie den vierten Platz.
Waade wurde im März 2014 erstmals in der norwegischen B-Nationalmannschaft eingesetzt. Am 6. Oktober 2016 gab sie ihr Debüt für die norwegische A-Nationalmannschaft. Kurz nach ihrem Debüt gehörte sie dem norwegischen Aufgebot an, das bei der Europameisterschaft 2016 die Goldmedaille gewann. Waade steuerte sechs Treffer zum Erfolg bei. Zwei Jahre später belegte sie bei der Europameisterschaft den fünften Platz. 2019 folgte der vierte Platz bei der Weltmeisterschaft.